# Creugas annamae
Creugas annamae là một loài nhện trong họ Corinnidae.
Loài này thuộc chi Creugas. Creugas annamae được Willis J. Gertsch & Michael Davis miêu tả năm 1940.